# Pabellón de Uruguay en la Bienal de Venecia
El Pabellón de Uruguay en la Bienal de Venecia es un espacio artístico ubicado en la ciudad de Venecia con motivo de la Bienal de Venecia. Uruguay es uno de los tres países latinoamericanos (junto con Brasil y Venezuela) que cuenta con un pabellón propio dentro de los jardines (i Giardini) de la Bienal. El pabellón de Uruguay es de propiedad del Estado Uruguayo ya que su adquisición fue hecha en 1960, mientras que el terreno es usufructuado por concesiones de derecho de uso otorgadas por el Municipio de Venecia cada 19 años. Uruguay tiene vigencia hasta el año 2027.
Uruguay participa de forma oficial con exposiciones de referentes nacionales en los eventos Bienal de Arte de Venecia y Bienal de Arquitectura de Venecia.

## Bienal de Arte de Venecia
En 1954 José Cuneo y Severino Pose y en 1956 Joaquín Torres García, participan representando a Uruguay con exposiciones en el pabellón central de la bienal junto con otros artistas internacionales.
Lista de los artistas expositores en el Pabellón Uruguayo:
- 1960 - Zoma Baitler / Washington Barcala / Augusto Torres / Vicente Martín / Julio Verdie / José Cuneo / Norberto Berdía / José Echave / Adolfo Halty / (Comisario: Jorge Páez Vilaró)
- 1962 - Germán Cabrera / Juan Ventayol
- 1964 - Jorge Páez Vilaró / Jorge Damiani / José Gamarra / Nelson Ramos (Comisario: Arq. Luis García Pardo)
- 1966 - José Pedro Costigliolo / Manuel Espínola Gómez / María Freire / Jorge Páez Vilaró (Comisario: Jorge Páez Vilaró / Comisarios adjuntos: Amalia Nieto y Ángel Kalenberg)
- 1968 - Antonio Frasconi
- 1970 - Ernesto Vila / Héctor Vilche / Armando Bergallo (Comisario: Ángel Kalenberg)
- 1972 - Luis A. Solari (Comisario: Ángel Kalenberg)

Durante los años de la Dictadura cívico-militar en Uruguay (1973-1985) los envíos fueron suspendidos.
- 1986 - Clever Lara / Ernesto Aroztegui (Comisario: Ángel Kalenberg)
- 1988 - Luis Camnitzer
- 1990 - Gonzalo Fonseca

La Bienal de Arte de Venecia cambia a años impares y no se realiza en 1992, sino en 1993, para coincidir en el siguiente (1995) y celebrar el centenario de la primera edición realizada en 1895.
- 1993 - Águeda Dicancro (Comisario: Jorge Páez Vilaró)
- 1995 - Ignacio Iturria (Curador: Jean Clair / Comisario: Ángel Kalenberg)
- 1997 - Nelson Ramos (Comisario: Clever Lara)
- 1999 - Ricardo Pascale (Comisario: Clever Lara)
- 2001 - Rimer Cardillo (Comisarios: Clever Lara y Ángel Kalenberg)
- 2003 - Pablo Atchugarry (Curador: Luciano Caramel / Comisario: Carlos Alejandro Barros)
- 2005 - Lacy Duarte (Curadora: Olga Larnaudie / Comisaria: Alicia Haber)
- 2007 - Ernesto Vila (Curador: Enrique Aguerre)
- 2009 - Raquel Bessio / Pablo Uribe / Juan Burgos (Curador: Alfredo Torres / Comisaria: Patricia Bentancur)
- 2011 - Magela Ferrero / Alejandro Cesarco (Curadora: Clio Bugel / Comisaria Silvia Listur)
- 2013 - Wifredo Díaz Valdéz (Curadores: Carlos Capelán y Verónica Cordeiro / Comisario: Ricardo Pascale)
- 2015 - Marco Maggi (Curadora: Patricia Bentancur / Comisario: Ricardo Pascale)
- 2017 - Mario Sagradini (Curador: Gabriel Peluffo Linari / Comisario: Alejandro Denes)
- 2019 - Yamandú Canosa (Curadores: Patricia Bentancur y David Amengol / Comisario: Alejandro Denes)[3]

La 59.º edición de la bienal a realizarse en 2021 fue aplazada un año por la pandemia de COVID-19.
- 2022 - Gerardo Goldwasser (Curadores: Pablo Uribe y Laura Malosetti Costa / Comisaria: Silvana Bergson)[5]
- 2024 - Eduardo Cardozo (Curadora: Elisa Valerio / Comisaria: Silvana Bergson)

## Bienal de Arquitectura de Venecia
Uruguay participó por primera vez en la séptima edición de la Bienal de Arquitectura en el año 2000, por iniciativa de la Intendencia de Montevideo con el proyecto de recuperación del Teatro Solis de los arquitectos Álvaro Farina y Carlos Pascual, bajo el título "Montevideo: una ciudad para un teatro, un teatro para una ciudad". En 2004 se cedió el uso del espacio para la exposición de Argentina y a partir de 2006 la Facultad de Arquitectura asumió el compromiso de los envíos a la bienales.
Actualmente los envíos nacionales están a cargo de la Facultad de Arquitectura, Diseño y Urbanismo (Universidad de la República), la selección se realiza a través de concurso de proyectos y en estrecha colaboración con la Dirección Nacional de Cultura del Ministerio de Educación y Cultura de Uruguay.
En 2010 la propuesta “5 narrativas, 5 edificios” representó a Uruguay en la XII Bienal de Arquitectura de Venecia. Un proyecto de los arquitectos Emilio Nissivoccia y Lucio de Souza, docentes de la Facultad de Arquitectura, Diseño y Urbanismo (Universidad de la República) y los artistas visuales Sebastián Alonso y Martín Craciún, propuso cinco narrativas sobre cinco edificios icónicos: Estadio Centenario, Palacio Salvo, Represa del Rincón del Bonete, Planta industrial del Frigorífico Anglo del Uruguay y Edificio Panamericano.
En 2012 "Panavisión: prácticas diversas, miradas comunes" propone para la XIII edición de la bienal seis propuestas arquitectónicas sobre el propio pabellón uruguayo en Venecia. El equipo curatorial integrado por Pedro Livni y Gonzalo Carrasco invitó a seis estudios de arquitectos uruguayos a imaginar un nuevo pabellón y realizar las maquetas para la exhibición.
En 2014 la propuesta "La aldea feliz", a cargo de a cargo de los arquitectos Emilio Nisivoccia, Martín Craciun, Jorge Gambini, Santiago Medero, Jorge Nudelman y Mary Méndez, propone un recorrido a modo de archivo desplegado en el espacio del pabellón que interroga 100 años de modernización en Uruguay a través de veinte episodios representados por planos, maquetas y dibujos arquitectónicos.
En 2016 "REBOOT, 2 lecciones de arquitectura" plantea una reflexión sobre la arquitectura informal a cargo de un equipo integrado por Marcelo Danza, Antar Kuri, Borja Fermoselle, Diego Cataldo, José De Los Santos, Marcelo Staricco y Miguel Fascioli.
En 2018 "From: Prision To: Prision" con curaduría de Diego Morera y un equipo integrado Sergio Aldama, Federico Colom, Jimena Ríos y Mauricio Wood presenta una historia íntima entre dos modelos arquitectónicos.
Debido a la pandemia de COVID-19 la edición 2020 fue pospuesta e inaugurada el 22 de mayo de 2021 en el marco de la propuesta del curador general de la bienal Hashim Sarkis que plantea una interrogante de vital actualidad para todos los países participantes, presentando la bienal bajo el título "¿Cómo viviremos juntos?". El evento inaugural contó con estrictos controles sanitarios que incluyeron test de antígenos cada 120 horas en una carpa instalada por la Cruz Roja en los accesos al Giardini para todos los participantes y distanciamiento social como protocolo imperativo en todas las instancias. En el pabellón uruguayo "Próximamente. Visiones desde el territorio mínimo", a cargo de Federico Lagomarsino, Federico Lapeyre y Lourdes Silva, propone una serie de conversaciones virtuales sobre distintas disciplinas, experiencias, debates y premoniciones que intentan responder la interrogante del título del encuentro.